# Beginnings
Beginnings — дебютный студийный альбом группы Slade (на момент выхода альбома группа называлась Ambrose Slade). Выпущен 9 мая 1969 года. В США диск вышел под названием Ballzy.

## Об альбоме
В 2006 этот альбом совместно со следующим их альбомом Play It Loud был издан на одном диске с бонус-треками «Wild Winds Are Blowing» and «Get Down And Get With It».

## Список композиций
1. «Genesis» (Holder/Lea/Hill/Powell)
2. «Everybody’s Next One» (Kay/Mekler)
3. «Knocking Nails Into My House» (Lynne)
4. «Roach Daddy» (Holder/Lea/Hill/Powell)
5. «Ain’t Got No Heart» (Zappa)
6. «Pity The Mother» (Holder/Lea)
7. «Mad Dog Cole» (Holder/Lea/Hill/Powell)
8. «Fly Me High» (Hayward)
9. «If This World Were Mine» (Gaye)
10. «Martha My Dear» (Lennon/McCartney)
11. «Born to Be Wild» (Mars Bonfire)
12. «Journey To The Center Of Your Mind» (Nugent/Farmer)

## Участники записи
- Нодди Холдер — вокал, ритм-гитара
- Дейв Хилл — гитара
- Джим Ли — бас-гитара
- Дон Пауэлл — ударные
- Чес Чендлер — продюсер